# Pialassa della Baiona
La Pialassa (o Piallassa) della Baiona è un'area naturale protetta situata nel comune di Ravenna, a circa 10 km a nord della città.
Originariamente si trattava di una grande baia. Il nome rimase anche quando divenne una pialassa, nel XVIII secolo.
L'area è caratterizzata da un bacino lagunare di acqua salmastra, con limitatissimi apporti di acqua dolce e con vegetazione a junceti e salicornieti. La laguna ha una superficie di 1 100 ettari ed è solcata da una rete di canali, con profondità da 1 a 4 metri, a spina di pesce che confluiscono verso il porto del canale Candiano, da cui entra ed esce, spinta dalla marea, l'acqua del mare Adriatico. Lungo i canali sono presenti numerosi capanni da caccia e da pesca, presso uno dei quali - denominato Capanno del Pontaccio - trovò rifugio Giuseppe Garibaldi il 7 agosto 1849.
Nel 1981 è stata inclusa nelle lista delle zone umide italiane di importanza internazionale tutelate dalla Convenzione di Ramsar e fa parte del Parco regionale del Delta del Po.